# Durayd ibn al-Simma
Durayd ibn al-Ṣimma (in arabo ﺩﺭﻳﺪ ﺍﺑﻦ ﺍﻟﺼﻤـة‎?; 530 – Hunayn, 630) fu un famoso poeta della Jāhiliyya e un grande guerriero.
Appartenente alla tribù higiazena dei Banū Jusham b. Muʿāwiya, che faceva parte del più vasto gruppo dei Banū Hawāzin, che nomadavano tra La Mecca e Ṭāʾif, Durayd ibn al-Ṣimma era figlio di Muʿāwiya ibn al-Ḥārith, che aveva svolto un ruolo di primo piano nella Guerra del Fijār (fine del VI secolo).
La morte dei suoi due fratelli, ʿAbd al-Yaghūth ma, in particolare, ʿAbd Allāh, nel corso delle diuturne aspre contese tra Hawāzin e Banū Ghaṭafān, lo impegnò in una serie di azioni belliche contro questi ultimi, per conseguire quella "doverosa" vendetta, senza la quale Durayd avrebbe dimostrato a tutti di essere privo di muruwwa.
In esse mise in luce una non comune abilità, che s'accompagnò a una spiccata capacità di comporre ottima poesia, una parte della quale è giunta fino a noi grazie al Kitāb al-Aghānī (Il libro dei canti) di Abū l-Faraj al-Iṣfahānī e che lo fanno annoverare tra i fuḥūl (stalloni) della poesia araba preislamica.

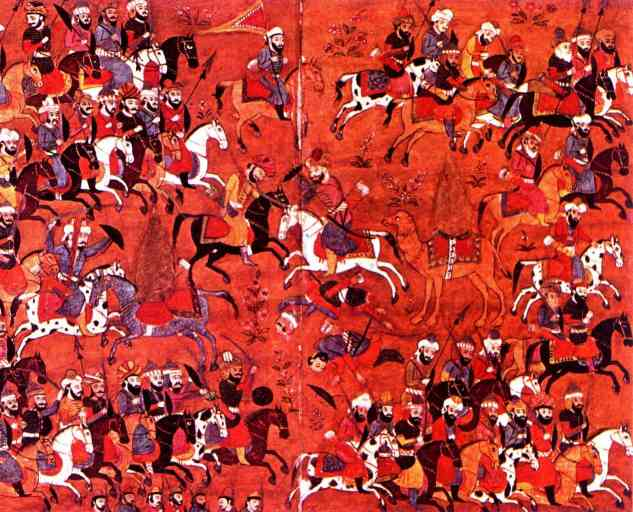
Lo scontro tra musulmani e pagani a Ḥunayn (630)

L'età avanzata (che già aveva fatto rifiutare alla poetessa al-Khansāʾ la richiesta di matrimonio avanzata da Durayd), non evitò la sua presenza sul campo di battaglia di Ḥunayn, se non altro in veste del più rappresentativo difensore della sua tribù, che gli aveva fatto comporre i seguenti versi:
(Francesco Gabrieli, "La letteratura beduina preislamica", su L'antica società beduina, ed. F. Gabrieli, Roma - Centro di Studi Semitici, Istituto di Studi Orientali - Università di Roma, 1959, p. 102.)
 e dei tradizionali valori del politeismo arabo higiazeno, in uno schieramento che radunava Hawāzin, Thaqīf, Banū Saʿd ibn Bakr, Banū Nasr, Banū Hilāl e la sua stessa tribù, malgrado Durayd b. al-Ṣimma non fosse stato ascoltato dai beduini nel suo accorto consiglio di non trascinarsi dietro sul campo di battaglia le loro donne, i loro bambini e i loro numerosi capi di animali: atto voluto invece da quelle, a sottolineare un decisivo impegno che non ammetteva vie di scampo possibili contro i musulmani e che non era altro, in fin dei conti, che lo scontro finale tra Paganesimo e Islam.
Durayd arrivò sul luogo della battaglia in una lettiga (in arabo هودج‎?, hawdaj), pronto a fornire utili consigli tattici ai combattenti della sua parte, ma ciò gli fu impedito dalla giovanile baldanza di Rabīʿa b. Rufayʿ, detto Ibn al-Dughunna a causa del nome materno dei B. Sulaym.
Di fronte agli inutili tentativi di ucciderlo, con una spada sicuramente di non grande qualità e di non tagliente filo, il vegliardo poeta e guerriero sprezzantemente consegnò al giovane la sua propria arma, da lui impiegata tante volte in passato in epici scontri in difesa dell'onore virile e muliebre della stessa tribù dei Sulaym, cui apparteneva Rabīʿa b. Rufayʿ:
(Ibn Isḥāq, op. cit., II, 852)